# جعيفية الماشي
جعيفية الماشي قرية سوريّة تتبع إداريّاً لمحافظة حلب منطقة منبج ناحية أبو قلقل، بلغ تعداد سكانها 1,401 نسمة حسب التعداد السكاني لعام 2004.